# Jan Cornay
Św. Jean-Charles Cornay (ur. 27 lutego 1809 r. w Loudun we Francji – zm. 20 września 1837 r. w Sơn Tây w Wietnamie) – ksiądz, misjonarz, męczennik, święty Kościoła katolickiego.
Pochodził z zamożnej rodziny. Po otrzymaniu święceń diakonatu udał się na misje na Daleki Wschód. Z Makau wysłano go do Chin. Z powodu trudności z dotarciem do miejsca docelowego (władze nie chciały wpuszczać misjonarzy do kraju) podróżował drogą okrężną przez Wietnam. Święcenia kapłańskie przyjął 20 kwietnia 1834 r. Ponieważ podróż do Chin okazała się niemożliwa, w 1836 r. poprosił o zgodę na pozostanie w Wietnamie. W pracy misyjnej pomagali mu katechiści Paweł Nguyễn Văn Mỹ i Piotr Trương Văn Đường, którzy zostali później razem z nim aresztowani. Uwięziono go w czerwcu 1837 r. Torturowano go, by zmusić do podeptania krzyża. Został pochowany w miejscu egzekucji. Po 2 miesiącach jego relikwie przeniesiono do Chiêu Ửng.
Dzień wspomnienia: 24 listopada w grupie 117 męczenników wietnamskich.
Beatyfikowany 27 maja 1900 r. przez Leona XIII. Kanonizowany przez Jana Pawła II 19 czerwca 1988 r. w grupie 117 męczenników wietnamskich.